# ヴィットリオ・ゴレッティ
ヴィットリオ・ゴレッティ（Vittorio Goretti、1939年 - 2016年7月8日）はイタリアのアマチュア天文学者である。ボローニャの高校で物理学と数学を教える教師であった。退職後、ボローニャの近郊のピアノーロに私設観測所を作り小惑星の探索を始めた。1994年の(7437) Torricelliをはじまりにトータル32個の小惑星（単独では27個）を発見した。
小惑星(7801) ゴレッティに命名された。